# Antoine de Kontski
Antoine de Kontski, né le 25 septembre 1816 à Cracovie et mort le 7 décembre 1899 à Ivanytchi, est un pianiste et compositeur polonais.

## Biographie
Antoni Kątski est le fils de Gregory Kątski (1776-1844) et de sa seconde épouse, Anna Rożycka. Il a pour frères les artistes Stanislas, Charles, Apollinaire et pour sœur Eugénie de Kontski.
A l'âge de 7 ans, il compose deux polonaises et plusieurs mazurkas et à 9 ans, il exécute au Conservatoire royal de Varsovie le grand concerto en si de Hummel, avec grand orchestre.
Le 26 mai 1845, accompagné de Chopin, les artistes donnent un concert privé au salon Czartoryski. 
En 1849, il entame une tournée en Europe : en Espagne (Madrid et Séville, dont la cour royale), au Portugal (à la demande du roi, il développe un projet de réorganisation du conservatoire local, pour lequel il reçoit l’Ordre de l'Immaculée Conception)...